# Anthomuda cracens
Anthomuda cracens là một loài chân đều trong họ Antheluridae. Loài này được miêu tả khoa học năm 1980 bởi Kensley.